# Cyclobacanius soliman
Cyclobacanius soliman är en skalbaggsart som först beskrevs av Sylvain Auguste de Marseul 1862.  Cyclobacanius soliman ingår i släktet Cyclobacanius och familjen stumpbaggar. Inga underarter finns listade i Catalogue of Life.